# ツール・ド・フランス1976
ツール・ド・フランス1976は、ツール・ド・フランスとしては63回目の大会。1976年6月24日から7月18日まで、全22ステージで行われた。

## みどころ
モルテニチームが今大会に出場することができず、その結果、エディ・メルクスも出場することができなかった。
優勝候補は一応、前年の優勝者・ベルナール・テブネ、ルシアン・バンインプ、レイモン・プリドール、ルイス・オカーニャ、ヨープ・ズートメルクらが挙げられるも、「カニバル不在」という影響が大きく出た大会となった。

## 今大会の概要
プロローグは後に当大会のポイント賞を3度受賞することになる、フレディ・マルテンスが制し、マルテンスは第1、3ステージも制したばかりか、マイヨ・ジョーヌもプロローグからキープ。さらにマルテンスは山岳最初の第7ステージも制し、第8ステージまでマイヨを守った。
しかし第9ステージは、実にツール・ド・フランスのコースとしては1952年以来24年ぶりに復活したラルプ・デュエズがゴールのアルプス超え区間。今大会最初の難関といってもいいステージはズートメルクとバンインプの2人が抜け出し、わずかにズートメルクがバンインプを抑えて区間優勝。総合ではバンインプが8秒差ズートメルクを抑えてトップに立った。また、ここまでマイヨ・ジョーヌだったマルテンスはこのステージでズートメルクに4分51秒の差をつけられ、バンインプとのタイム差は1分にも満たなかったが、総合3位に落ちた。
続く第10ステージ。ここでもバンインプ、ズートメルクが先頭集団を形成し、これにテブネ、プリドール、ハニー・クイパーらが加わって最後までこれらが先頭集団となってゴールを迎えたが、ここでもズートメルクが区間優勝。しかしバンインプが1秒差で続き、マイヨ移動はならなかった。
しかしながら戦前の予想通り、このステージを終えてマイヨ・ジョーヌ争いは混沌とした状況となり、総合3位のプリドール、同4位のテブネも1分台の差。また同4位のフランシスコ・ガルドス、同5位のファウスト・ベルトグリオも2分台の差で続くという大混戦となった。
そして今大会は息つく間もなく、第12ステージからはピレネーステージが始まり、その第12ステージでは、レイモン・デリルが中盤からアタックをかけ圧勝。これまでの上位陣は少なくとも7分近い差をこのステージでつけられてしまい、マイヨ・ジョーヌはデリルの手に渡った。
第13ステージを終えて、総合2位のバンインプは2分41秒差、同3位のズートメルクは2分47秒差、同4位のプリドールは4分10秒差だった。そして第14ステージ。デリルの奇襲に遭ったバンインプが反撃に出る。
第14ステージ。早くも最初のメンテ峠を先頭で通過したバンインプは、終始このステージを牽引。一方、バンインプの快走にデリルは次第に遅れはじめ、結局バンインプがこの区間を制し、3分12秒差でズートメルクが区間2位。一方、デリルはこの区間だけで12分8秒差をつけられ、この結果バンインプがマイヨを奪回。総合2位には3分18秒差でズートメルク。デリルは総合3位に何とか踏みとどまったが、バンインプに対して9分27秒もの差をつけられた。またテブネはこのステージでも大きく遅れ、バンインプに対して15分27秒差となり、連覇を狙うには厳しいタイム差となった。
ピレネーステージが終わった直後の第17ステージは個人タイムトライアル。タイムトライアルが得意でないバンインプだったが、予想外にもズートメルクに1分57秒の差をつける区間4位と健闘。そしてズートメルクとの差を4分33秒差にまで広げた。なお、テブネは第19ステージにてリタイアした。
第20ステージは220Kmの最後の勝負ステージと目された区間だったが、ここでもバンインプは、区間優勝のズートメルクをがっちりとマークしてタイム差はほとんど変わらず。その後もバンインプはマイヨをキープし、ついに総合優勝を果たした。

## その他
- ポイント賞のフレディ・マルテンスは何と今大会ステージ8勝を挙げた。さらにこの年、世界自転車選手権・個人ロードも制した。

- ついに総合優勝を果たせなかったレイモン・プリドールだが、今大会でも3位に入り、ツール・ド・フランスの表彰台はこれが8回目となった。しかし、今大会が最後のツール出場となった。

- 上記の通り、ラルプ・デュエズはツール・ド・フランスのコースとしては24年ぶりの復活となったが、この大会以降、毎年のようにコースに組み入れられ、今やツール・ド・フランスに欠かせない名所となっている。

## 総合成績
| 順位 | 選手名                     | 国籍     | チーム | 時間         |
| ---- | -------------------------- | -------- | ------ | ------------ |
| 1    | ルシアン・バンインプ       | ベルギー |        | 116h 22' 23" |
| 2    | ヨープ・ズートメルク       | オランダ |        | 4' 14"       |
| 3    | レイモン・プリドール       | フランス |        | 12' 08"      |
| 4    | レイモン・デリル           | フランス |        | 12' 17"      |
| 5    | ウォルテール・リッコミ     | イタリア |        | 12' 39"      |
| 6    | フランシスコ・ガルドス     | スペイン |        | 14' 50"      |
| 7    | ミシェル・ポランティエール | ベルギー |        | 14' 59"      |
| 8    | フレディ・マルテンス       | ベルギー |        | 16' 09"      |
| 9    | ファウスト・ベルトリオ     | イタリア |        | 16' 36"      |
| 10   | ビセンテ・ロペスカリル     | スペイン |        | 19' 28"      |

### マイヨ・ジョーヌ保持者
| 選手名               | 国籍     | 首位区間            |
| -------------------- | -------- | ------------------- |
| フレディ・マルテンス | ベルギー | プロローグ-第8      |
| ルシアン・バンインプ | ベルギー | 第9-第11、第14-最終 |
| レイモン・デリル     | フランス | 第12-第13           |